# Kärlek gör mig tokig
Kärlek gör mig tokig  är ett studioalbum från 1993 av det svenska dansbandet Lotta & Anders Engbergs orkester. Det placerade sig som högst på 33:e plats på den svenska albumlistan. Albumet fick i början av 1994 en Grammis för "1993 års bästa dansband".

## Låtlista
| Nr           | Titel                         | Kompositör                             | Originaltitel             | Längd |
| ------------ | ----------------------------- | -------------------------------------- | ------------------------- | ----- |
| 1.           | Kärlek gör mig tokig          | Torgny Söderberg                       |                           | 3:28  |
| 2.           | Alla lyckliga stunder         | Mikael Wendt, Christer Lundh           |                           | 3:40  |
| 3.           | Kär och galen                 | Peter Åhs, Pedro Johansson             |                           | 2:59  |
| 4.           | Breaking up is Hard to Do     | Neil Sedaka, Howard Greenfield         |                           | 2:41  |
| 5.           | Farbror Max (instrumental)    | Jesper Christoffersen, Keld Heick, Ilo | Balladen om Faetter Hans  | 3:18  |
| 6.           | Aldrig nånsin glömmer jag dig | John Farrar, Monica Forsberg           | Hopelessly Devoted to You | 3:33  |
| 7.           | Livet börjar nu               | Frank Wisur, Peter Åhs                 |                           | 3:03  |
| 8.           | Vägen till ditt hjärta        | Mikael Wendt, Christer Lundh           |                           | 3:42  |
| 9.           | Ännu en vacker dag            | Michael Saxell                         |                           | 3:44  |
| 10.          | Mammas flicka                 | Peter Åhs                              |                           | 2:53  |
| 11.          | Karl Johan (instrumental)     | Mikael Wendt, Christer Lundh           |                           | 3:03  |
| 12.          | Livets gåta                   | Peter Åhs                              |                           | 3:51  |
| 13.          | Flamingo (instrumental)       | Ted Grouya                             |                           | 2:44  |
| 14.          | Ingen är så go                | Halvdan Sivertsen, Anders Fugelstad    | Kjærlighetsvise           | 3:25  |
| Total längd: | Total längd:                  | Total längd:                           | Total längd:              | 46:04 |

## Listplaceringar
| Lista (1992) | Topplacering |
| ------------ | ------------ |
| Sverige      | 33           |

### Fotnoter
1. ↑  ”Grammis”. Arkiverad från originalet den 17 mars 2012. https://web.archive.org/web/20120317055524/http://www.ifpi.se/wp/wp-content/uploads/100428-lc-vinnare-genom-%C3%A5ren.pdf. Läst 1 maj 2011.
2. ↑  Listplacering

- Information i Svensk mediedatabas.
- Information i Svensk mediedatabas.